# Olivier Carré (homme politique)
Pour les articles homonymes, voir Olivier Carré et Carré (homonymie).
Olivier Carré, né le 16 mars 1961 à Orléans, est un chef d'entreprise et homme politique français. Député du Loiret de 2007 à 2017, il est maire d'Orléans de 2015 à 2020 et président d'Orléans Métropole de 2017 à 2020.

## Biographie

### Origines et carrière professionnelle
Né le 16 mars 1961 à Orléans (Loiret), Olivier Carré est marié et père de cinq enfants. Il est le cousin d'Antoine Carré qui est également homme politique.[réf. nécessaire]
Chef d’entreprise après son diplôme d'études approfondies de finance (groupe HEC-CESA), il crée sa première entreprise à 22 ans, spécialisée dans la gestion de portefeuilles, et la gardera jusqu'en 2008.[réf. nécessaire]

### Parcours politique

#### Député du Loiret
Il est élu député du Loiret le 17 juin 2007, pour la XIIIe législature, dans la 1re circonscription du Loiret. Il entre à la commission des affaires économiques de l’Assemblée nationale, qu'il quitte en septembre 2009 pour entrer à la commission des finances, de l'économie générale et du contrôle budgétaire. En mai 2010, il est nommé coprésident de la mission d'évaluation et de contrôle (MEC), commission permanente de contrôle des politiques publiques, poste qu'il occupera jusqu'en 2017.
Aux élections législatives de 2012, il est réélu député de la première circonscription du Loiret avec un résultat de 51,8 % face à Jean-Philippe Grand (candidat EELV-PS). Il est nommé à nouveau à la commission des finances et co-préside la MEC.
Il soutient Bruno Le Maire pour la primaire présidentielle des Républicains de 2016. En septembre 2016, il est nommé conseiller économique de la campagne, en tandem avec Robin Rivaton.

#### Mandats locaux
Elu en 2001 aux côtés de Serge Grouard, il en devient le bras droit en occupant le poste de 1er adjoint chargé de l'urbanisme et du logement ainsi que vice-président de la communauté d'Agglomération. Il pilote de nombreuses opérations d'urbanisme qui ont profondément changé la ville d'Orléans : centre historique de la ville d'Orléans, quartiers populaires de La Source et de l'Argonne, développement de plusieurs zones d'aménagements concertées, etc. Réélu deux fois, il occupera ces postes sans discontinuer jusqu'en 2015 où il devient Maire d'Orléans, en remplacement de Serge Grouard, atteint par une maladie subite à l'été 2015 et désireux de se consacrer à ses mandats nationaux.
Pour respecter la loi sur le cumul des mandats, il renonce à se présenter aux élections législatives de 2017 et choisit de rester maire d'Orléans. Cela le conduit à proposer de modifier son indemnité de maire qui était de 900€/mois à 4000 €/mois, ce qui crée une polémique. Son revenu est alors au global de 8 000 € mensuels lorsqu'il devient président de la métropole soit le même montant que lorsqu'il était député-maire.
Il quitte Les Républicains en juin 2017, le jour où son mandat de député s'achève, accusant « le manque de lucidité de nos équipes dirigeantes, trop tournées sur elles-mêmes, confinées sur une vision étroite » du parti. Il est membre de « La France audacieuse », le mouvement lancé par Christian Estrosi, au sein duquel il est délégué national sur la fiscalité locale et l'autonomie des communes. Il est également proche du Premier ministre Édouard Philippe qu'il invitera à présider les fêtes de Jeanne d'Arc 2018.
En 2020, il est candidat pour La République en marche, le parti présidentiel, aux élections municipales à Orléans. Sa liste n’est pas exclusive à LREM, elle se réclame de rassemblement et intègre une majorité des élus sortants (élus en 2014, liste Grouard) dont certains anciens responsables LR. Il fait notamment face à Serge Grouard, qui se représente sous l'étiquette des Républicains. Sa liste arrive troisième à l’issue d’une triangulaire fratricide au second tour. Dès les résultats connus, il annonce sa démission pour le lendemain de son mandat de maire et son intention de ne pas siéger comme conseiller municipal d'opposition sous la nouvelle mandature.

## Détail des mandats et fonctions
- 25 mars 2001 : 1er adjoint au maire d'Orléans (Loiret) chargé de l'urbanisme et du logement, vice-président de la communauté d'agglomération Orléans-Val de Loire chargé de la cohésion sociale et du logement.
- 20 juin 2007 : député du Loiret - Commission des Finances
- 16 mars 2008 : 1er adjoint au maire d'Orléans (Loiret) chargé de l’urbanisme, du logement et des nouvelles techniques
- 20 juin 2012 : réélu député du Loiret
- 23 mars 2014 : 1er adjoint au maire d'Orléans (Loiret), chargé de l'économie, de la recherche et de l'emploi, premier vice-président de la communauté d'agglomération Orléans-Val de Loire, chargé de la croissance économique et du numérique.
- 28 juin 2015 : élu maire d'Orléans, lors d'un conseil municipal extraordinaire convoqué à la suite de la démission de Serge Grouard, pour des raisons de santé.
- 22 juin 2017 : élu président d'Orléans Métropole.

## Décorations
- Chevalier de la Légion d'honneur (2019)[12]